# 圣康坦莱博尔派尔
圣康坦莱博尔派尔（法語：Saint-Quentin-lès-Beaurepaire，法語發音：[sɛ̃ kɑ̃tɛ̃ lɛ boʁpɛʁ] ⓘ）是法国曼恩-卢瓦尔省的一个旧市镇，属于索米尔区。2016年，圣康坦莱博尔派尔和相邻的其它8个市镇并入市镇安茹地区博热。

## 地理
圣康坦莱博尔派尔（47°37'38"N, 0°6'28"W）面积7.51 平方千米，位于法国卢瓦尔河地区大区曼恩-卢瓦尔省，该省份为法国西部内陆省份，大致对应安茹地区，北起顺时针与马耶讷省、萨尔特省、安德尔-卢瓦尔省、维埃纳省、德塞夫勒省、旺代省、大西洋卢瓦尔省和伊勒-维莱讷省接壤。
与圣康坦莱博尔派尔接壤的市镇（或旧市镇、城区）包括：安茹谷地克莱、富日雷、卢瓦河畔克雷、拉弗莱什。
圣康坦莱博尔派尔的时区为UTC+01:00、UTC+02:00（夏令时）。

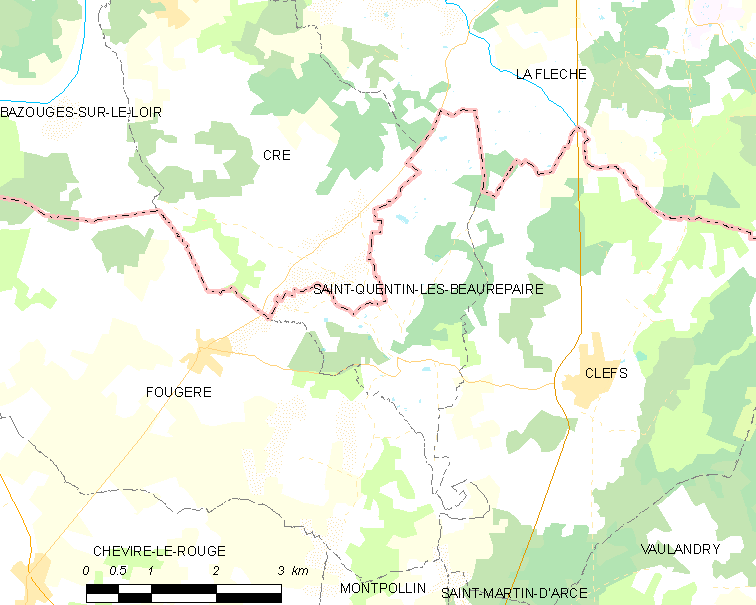
圣康坦莱博尔派尔的OSM定位图

## 行政
圣康坦莱博尔派尔的邮政编码为49150，INSEE市镇编码为49315。

## 政治
圣康坦莱博尔派尔所属的省级选区为安茹地区博福尔县。

## 人口

1962-2008年间圣康坦莱博尔派尔人口变化图示

圣康坦莱博尔派尔于2018年1月1日时的人口数量为382人。